# 더 네이션
더 네이션(The Nation)은 정치, 문화 뉴스, 의견, 분석 등을 다루는 진보적인 미국의 월간지이다. 1865년 7월 6일에 창간되었으며, 미국 헌법 수정 제13조가 비준된 후 1865년에 폐간된 폐지론 신문인 윌리엄 로이드 개리슨의 더 리버레이터(The Liberator)를 계승했다. 그 후 잡지는 '더 네이션'이라는 더 넓은 주제로 진행되었다. 새 잡지의 중요한 협력자는 윌리엄의 아들인 문학 편집자 웬델 필립스 개리슨(Wendell Phillips Garrison)이었다. 그는 아버지의 방대한 인맥을 마음대로 활용할 수 있었다.
더 네이션은 520 8번가 뉴욕, NY 10018에 위치한 동명의 소유주인 더 네이션 컴퍼니(The Nation Company, L.P.)에 의해 발행된다. 건축, 예술, 기업, 국방, 환경, 영화, 법무, 음악, 평화와 군축, 시, 유엔을 다루는 부서가 있다. 발행 부수는 2006년 187,000부로 최고조에 달했으나 인쇄본은 2010년 145,000부로 감소했다. 반면 디지털 구독 건수는 15,000건 이상으로 증가했다. 2021년까지 인쇄본과 디지털 자료를 합친 총 발행 수는 96,000건이었다.

## 같이 보기
- 미국의 현대 자유주의